# Naide Gomes
Pour les articles homonymes, voir Gomes.
Naide Gomes (de son nom complet Enezaide do Rosário da Vera Cruz Gomes, née le 20 novembre 1979 à Sao Tomé-et-Principe) est une athlète portugaise, spécialiste du saut en longueur et de l'heptathlon.

## Biographie
Naide Gomes commence sa carrière sportive internationale sous les couleurs de Sao Tomé-et-Principe. Elle défile en tant que porte-drapeau lors de la cérémonie d'ouverture des Jeux olympiques d'été de 2000 à Sydney, et participe à l'épreuve du 100 mètres haies. Possédant la double nationalité, elle décide en 2001 de représenter le Portugal en compétition internationale. Elle obtient sa première médaille lors des Championnats d'Europe en salle 2002 à Vienne, en terminant deuxième du concours du Pentathlon (Seulement cinq épreuves en salle), derrière la Russe Yelena Prokhorova. Gomes obtient sa première consécration internationale en 2004 en remportant le pentathlon des Championnats du monde en salle de Budapest. Établissant un nouveau record du Portugal avec 4 759 points, elle devance Sao Tomé-et-Principe et Austra Skujytė. L'année suivante, elle triomphe dans l'épreuve du saut en longueur (6,70 m) lors des mondiaux « indoor » de Madrid. Toujours en 2005, Nadia Gomes termine à la cinquième place de la finale de la longueur lors des Championnats du monde en plein air à Helsinki. En 2006, elle obtient deux nouveaux podiums dans cette discipline, l'argent lors des Championnats du monde en salle de Moscou, et le bronze lors des Championnats d'Europe de Göteborg.
Naide Gomes entame l'année 2008 en remportant en mars la médaille d'or des Championnats du monde en salle de Valence. Auteur d'un bond à 7,00 m, elle devance de onze centimètres la Brésilienne Maurren Maggi. Le 22 juillet, elle s'impose au DN Galan, meeting comptant pour l'IAAF Super grand prix, et établit à l'occasion un nouveau record national du Portugal avec 7,04 m. Le 29 juillet, elle réalise la meilleure performance de l'année 2008 et bat son propre record national en sautant à 7,12 m lors du Meeting Herculis de Monaco. Aux Championnats du monde 2009 à Berlin, la Portugaise établit le meilleur saut des qualifications avec 6,86 m. Elle se classe ensuite initialement quatrième de la finale avec 6,77 m, à trois centimètres de la Turque Karin Mey Melis, médaillée de bronze, dont elle récupère la médaille lors de la disqualification tardive de Lebedeva en 2018.
Lors de la saison 2010, Naide prend par trois fois la 2de place des meetings de la Ligue de diamant lors des rencontres d'Oslo, de Lausanne et de Paris. Le 28 juillet 2010, elle s'empare de la deuxième place de la finale du saut en longueur des Championnats d'Europe, exactement comme en 2006. Elle est battue par Ineta Radeviča, qui pourtant a réalisé le même bond à 6,92 m que Naide mais son second meilleur saut était meilleur que celui de la Portugaise.
Le 26 mars 2015, Naide Gomes annonce sa retraite sportive dans une conférence spéciale avec ses amis proches. Elle annonce cette décision due à de multiples blessures et souffrances qu'elle rencontre depuis 2013. Par la même occasion, elle annonce être enceinte de son premier enfant.

## Palmarès

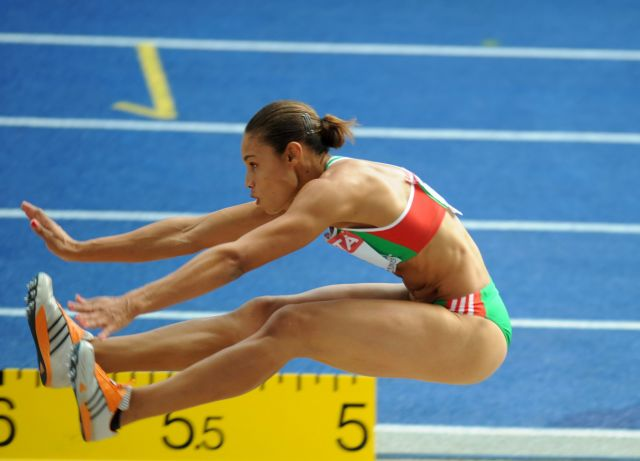
Naide Gomes lors des Championnats du monde de Berlin en 2009.

| Date | Compétition                       | lieu             | Résultat | Épreuve    | Performance  |
| ---- | --------------------------------- | ---------------- | -------- | ---------- | ------------ |
| 1998 | Championnats ibéro-américains     | Lisbonne         | 6e       | Hauteur    | 1,75 m       |
| 1999 | Jeux panafricains                 | Johannesburg     | 5e       | Heptathlon | 4 974 pts    |
| 2000 | Championnats ibéro-américains     | Rio de Janeiro   | 2e       | Heptathlon | 5 463 pts    |
| 2002 | Championnats d'Europe en salle    | Vienne           | 2e       | Pentathlon | 4 595 pts    |
| 2002 | Championnats d'Europe             | Munich           | 10e      | Longueur   | 6,23 m       |
| 2002 | Championnats d'Europe             | Munich           | 18e      | Heptathlon | 5 142 pts    |
| 2003 | Championnats du monde en salle    | Birmingham       | 5e       | Pentathlon | 4 476 pts    |
| 2003 | Hypo-Meeting                      | Götzis           | 4e       | Heptathlon | 6 120 ots    |
| 2004 | Championnats du monde en salle    | Budapest         | 1re      | Pentathlon | 4 759 pts    |
| 2004 | Championnats ibéro-américains     | Huelva           | 4e       | Longueur   | 6,36 m       |
| 2004 | Championnats ibéro-américains     | Huelva           | 11e      | Poids      | 13,80 m      |
| 2004 | Championnats ibéro-américains     | Huelva           | 11e      | Javelot    | 38,46 m      |
| 2004 | Jeux olympiques                   | Athènes          | 13e      | Heptathlon | 6 151 pts    |
| 2005 | Championnats d'Europe en salle    | Madrid           | 1re      | Longueur   | 6,70 m       |
| 2005 | Championnats du monde             | Helsinki         | 7e       | Hepathlon  | 6 189 pts    |
| 2005 | Universiade                       | İzmir            | 2e       | Longueur   | 6,56 m       |
| 2006 | Championnats du monde en salle    | Moscou           | 2e       | Longueur   | 6,76 m       |
| 2006 | Championnats d'Europe             | Göteborg         | 2e       | Longueur   | 6,84 m       |
| 2007 | Championnats d'Europe en salle    | Birmingham       | 1re      | Longueur   | 6,89 m       |
| 2007 | Championnats du monde             | Osaka            | 4e       | Longueur   | 6,87 m       |
| 2008 | Championnats du monde en salle    | Valence          | 1re      | Longueur   | 7,00 m       |
| 2008 | Finale mondiale                   | Stuttgart        | 1re      | Longueur   | 6,71 m       |
| 2009 | Championnats d'Europe par équipes | Leiria           | 7e       | 4 × 100 m  | 44 s 70 (NR) |
| 2009 | Championnats d'Europe par équipes | Leiria           | 1re      | Longueur   | 6,83 m       |
| 2009 | Championnats du monde             | Berlin           | 3e       | Longueur   | 6,77 m       |
| 2010 | Championnats du monde en salle    | Doha             | 2e       | Longueur   | 6,67 m       |
| 2010 | Championnats d'Europe par équipes | Budapest         | 10e      | 4 × 100 m  | 45 s 92      |
| 2010 | Championnats d'Europe par équipes | Budapest         | 1re      | Longueur   | 6,69 m       |
| 2010 | Championnats d'Europe             | Barcelone        | 2e       | Longueur   | 6,92 m       |
| 2010 | Ligue de diamant                  | Ligue de diamant | 3e       | Longueur   | détails      |
| 2011 | Championnats d'Europe en salle    | Paris            | 2e       | Longueur   | 6,79 m       |
| 2011 | Championnats d'Europe par équipes | Stockholm        | 12e      | 4 × 100 m  | 44 s 72      |
| 2011 | Championnats d'Europe par équipes | Stockholm        | 4e       | Longueur   | 6,58 m       |
| 2011 | Championnats du monde             | Daegu            | 9e       | Longueur   | 6,26 m       |